# Françoise de Bourbon-Vendôme
Françoise de Bourbon-Vendôme (* 1539; † 17. Mai 1587) war durch ihre Ehe Herzogin von Bouillon.

## Leben
Françoise de Bourbon-Vendôme war die Tochter von Louis III. de Bourbon, duc de Montpensier und Jacqueline de Longwy. Im Mai 1559 heiratete sie im Louvre Henri-Robert de La Marck, Fürst von Sedan (* 7. Februar 1539; † 2. Dezember 1574). Ihre Kinder waren:
- Françoise (* 6. Dezember 1561 in Sedan; † 16. Dezember 1561)
- Françoise (*/† 1562)
- Guillaume Robert de La Marck (* 1. Januar 1563[1] in Sedan; † 11. Januar 1588[2] in Genf), 1574 Herzog von Bouillon, Fürst von Sedan, Marchese di Crotone, Seigneur de Jametz et de Raucourt, Titulargraf von Mark, Comte de Braine, et d’Albon, Baron de Sérignan, de Privas, d’Arlempdes, de Mauny etc., bestattet im Temple de Saint-Gervais in Genf.
- Jean (* 4. März 1565[3] in Sedan; † 6. Oktober 1587[4] in Laignes), Comte de La Marck
- Françoise (* 15. Oktober 1567 in Sedan; † 29. Oktober 1567)
- Henri Robert (* 24. November 1571[5]; † klein)
- Charlotte de La Marck (* 5. November 1574 in Sedan; † 15. Mai 1594 ebenda), Fürstin von Sedan, Herzogin von Bouillon, Comtesse de Braine et d‘Albon, Baronne de Jametz, Dame de Raucourt; ⚭ 19. November 1591[6] in Sedan Henri de La Tour d’Auvergne, duc de Bouillon (* 28. September 1555; † 25. März 1623 in Sedan), Vicomte de Turenne, 1592 Marschall von Frankreich, 1594 Herzog von Bouillon, Fürst von Sedan etc.

Aufgrund des Blutbads von Wassy am 1. März 1562 konvertierte das Ehepaar im gleichen Jahr zum Protestantismus, woraufhin Henri Robert seine Position bei den Cent Suisses de la Garde du Roi verlor.
Françoise de Bourbon war nach dem Tod Henri Roberts 1574 Regentin für ihren Sohn Guillaume Robert bis zu dessen Volljährigkeit am 7. November 1584. 1579 gründete sie das Collège de Sedan, das zur Académie de Sedan wurde.
Françoise de Bourbon starb am 17. Mai 1587 und wurde in der Gruft de Familie La Marck in der Kirche Saint-Laurent in Sedan bestattet.
Ihre Schwester Charlotte, die seit 1565 Äbtissin von Notre-Dame de Jouarre war, floh 1571 aus der Abtei, konvertierte ebenfalls zum Protestantismus und heiratete am 12. Juni 1575 Wilhelm den Schweiger von Oranien. Deren Tochter Elisabeth von Oranien-Nassau (* 26. März 1577; † 3. September 1642) heiratete am 15. April 1595 Henri de La Tour d’Auvergne, den Witwer von Françoises Tochter Charlotte.